# Dobrljin
Dobrljin (szerbül: Добрљин), falu Bosznia-Hercegovinában, Bosanska krajina területén, Novi Grad községben, a Szerb Köztársaságban. 

## Fekvése
Bosznia-Hercegovina nyugati részén, Banja Lukától légvonalban 70, közúton 99 km-re északnyugatra, községközpontjától légvonalban 14, közúton 15 km-re északkeletre, az Una jobb partján és a tőle keletre fekvő dombvidéken, 120 – 300 méteres tengerszint feletti magasságban fekszik. A település a Kozara-hegység nyugati szélén, a Dobrljača-patak torkolatának közelében található. A falu a folyóvölgy irányában (észak-dél) terjed ki. A legtöbb ház a főutca mentén található, emellett több, rövid utca is kialakult a hegyoldalban levő mellékutak mentén. Nyugati szélén keskeny nyomtávú vasút halad, amely a posavinai Sunját köti össze Kninnel.

## Népessége
| Nemzetiségi csoport | Népesség 1991 | Népesség 2013 |
| ------------------- | ------------- | ------------- |
| Szerb               | 1110          | 890           |
| Bosnyák             | 0             | 0             |
| Horvát              | 7             | 5             |
| Jugoszláv           | 24            | 1             |
| Egyéb               | 0             | 2             |
| Összesen            | 1141          | 898           |

## Története
A települést 13. században említik először, amikor a nagyhatalmú Babonić család birtokában volt, akikhez a Dobrljin név eredete is kötődik.
A település 1878-ig tartozott az Oszmán Birodalomhoz, ekkor a berlini kongresszus határozata alapján az Osztrák-Magyar Monarchia része lett. 1879-ben az első osztrák-magyar népszámlálás során a Kostajnicai járáshoz tartozó Dobrlin község részeként 94 háztartása és 520 ortodox szerb lakosa volt. A Dobrljin és Banja Luka közötti vasút 1873-ban épült. Az osztrák-magyar uralom idején fakitermelés és feldolgozás céljából megnyitották a „Šipad” fűrésztelepet, ahol az őslakos szerb lakosságon kívül szlovéneket, lengyeleket, cseheket, németeket és galíciaiakat is foglalkoztattak. A gyári munkások részt vettek az 1906-os általános sztrájkban. 1910-ben a Novi járásba tartozó községben 151 háztartást, 800 ortodox szerb, 367 katolikus horvát és 2 muszlim lakost találtak.
A monarchia szétesésével 1918-ben előbb a Szerb-Horvát-Szlovén Királyság, majd 1929-től a Jugoszláv Királyság része. 1921-ben 209 háztartása és 1197 lakosa volt. A lakosság 68,7%-a ortodox, 30,5%-a katolikus volt. A Jugoszláv Királyság idejéből származó adatok szerint az itteni fűrészüzemben 1937-ben 303 munkást alkalmaztak. Jugoszlávia megszállása után a falu a Független Horvát Állam (NDH) része lett. 
1941. április 21-én a falu ortodox parókiáját az usztasák szétverték és kifosztották. Dobrljakban 200 szerbet mészároltak le, majd brutálisan megöltek. A mészárlás után kiskorú lányokat, lányokat és nőket erőszakoltak meg, majd az orgia után őket is meggyilkolták.
1945-től a település a szocialista Jugoszlávia része volt. A Bosznia-Hercegovinában zajló polgárháború idején a település a Boszniai Szerb Köztársaság része volt. A daytoni békeszerződést követő területfelosztásnál a település, Novi Grad község részeként a Szerb Köztársaság területéhez került.

## Közlekedés
Abdul-Aziz török szultán európai látogatása után határozta el, hogy vasutat épít, amely összekötné Konstantinápolyt Béccsel. 1871 tavaszán meg is kezdődött a Dobrljin és Banja Luka közötti vasút építése, amelyet 1872 decemberének végén helyeztek forgalomba. Normál nyomtávú vasút volt, 101,6 km hosszú. A vasútvonalon 13 híd épült, ebből kettő vasból volt. A Banja Luka — Dobrljin vasút forgalmát 1875. november 14-én az elégtelen utas- és áruforgalom miatt felfüggesztették. Az 1878-as berlini kongresszus után Bosznia-Hercegovina az Osztrák-Magyar Monarchia uralma alá került. A vasutat helyreállították, és 1878. december 1-jén Banja Luka és Prijedor, 1879. március 24-én pedig Dobrljin felé indult meg a közlekedés. A vasút a „Banja Luka – Dobrljin császári és királyi katonai vasút” nevet kapta. A vasút a honvédség igényein túl a polgári lakosság számára is elérhető volt. Ekkor új állomásépületek, raktárak és raktári be- és kirakodó rámpák létesültek. 1891. december 1-jén a Banja Luka vasútállomást is egy újonnan épített, 3 km hosszú vasútvonal kötötte össze Banja Luka városával. A településen vasútállomás található.

## Oktatás
Az első iskola Ausztria-Magyarország uralma idején nyílt meg. A jelenlegi „Vuk Karadžić” Általános Iskola egy 1974-ben épült épületben található. Az iskola független volt a jugoszláviai oktatás 1980-as racionalizálásáig, majd a Novi Grad-i „Dobrila Grubor” Általános Iskola területi iskolája lett. 1974-től 1992-ig az iskola Mihailo Đurić nevét vislete.

## Sport
Itt található az 1926-ban alapított Slaven futballklub.

## Nevezetességei
- A dobrljini ortodox parókia a Banja Luka-i ortodox püspökséghez tartozik, Velika Žuljevica, Gornje Vodičevo, Dobrljin, Donje Vodičevo, Kuljani és Prusci települések hívei tartoznak hozzá. A plébániatemplomot Miklós Szentatya ereklyéinek átadásának tiszteletére szentelték. A jelenlegi templom építése 1903-ban kezdődött, a korábbi fatemplom helyére.[5] A templom harangját 1920-ban szentelték fel. A településen a legnagyobb egyházi ünnepek a Nikoljdan (Miklós-nap), a Jovanjdan (János-nap) és a Đurđevdan (György-nap).[5]

- A településen, a parókia udvarán található I. Karađorđević Péter király emlékműve.[5]  Az emlékművet 1924-ben állították fel egy mellszobor formájában, „Краљ Петар I Карађорђевић” felirattal. 1941 áprilisában az usztasák lerombolták.[5]

- 1933-ban Dobrljinban a kostajnicai ferences kolostor alárendeltségében épült fel a Szent Kereszt templom. Az ott lévő katolikus hívek lelki gondozása a kostajnicai ferencesek feladata volt egészen 1972-ig, amikor átadták a plébániát a világi papságnak.

- Dobrljinben van egy kis néprajzi múzeum is, amelynek tulajdonosa Željko Krpić.[5]

## Fordítás
- Ez a szócikk részben vagy egészben  a(z)   Добрљин című szerb Wikipédia-szócikk ezen változatának fordításán alapul.  Az eredeti cikk szerkesztőit annak laptörténete sorolja fel. Ez a jelzés csupán a megfogalmazás eredetét és a szerzői jogokat jelzi, nem szolgál a cikkben szereplő információk forrásmegjelöléseként.